# 譲渡性預金
譲渡性預金（じょうとせいよきん、英: (negotiable) certificate of deposit; CD, NCD）は、銀行が取り扱う、他人に譲渡可能な定期預金である。譲渡可能定期預金証書ともいう。

## 概要
厳密には銀行がそれに対して無記名の預金証書を発行する特別の定期預金をいい、預金者がこれを金融市場で自由に譲渡できることからその名がある。簡単に言うと他人への譲渡が可能な特別なタイプの定期預金のこと。
MMFなど、この商品を取り込んだ投資信託商品も存在する。

## 歴史
アメリカのシティバンクが1961年に取り扱いを開始したのが創始である。日本においては1979年5月、証券会社が行っていた債券の現先取引市場への対抗を図るために取り扱いが開始され、市場も同時に整備された。企業が有していた余裕資金を銀行が集めるのに、大きな役割を果たしたといわれ、日本において自由金利の商品が登場する先駆けともなった。

## 日本
日本では最低預金額は1,000万円以上などで、企業などが決済用に利用することもある。預金保険の対象とはならない。

## アメリカ
アメリカではほとんどの定期預金が譲渡性預金であり、預金保険の対象となる。このことを利用して余剰資金の運用のために証券会社等が多くの銀行の保護限度額の上限ずつの預金を仲介してまとめるブローカー預金と呼ばれる商品が存在し、預金者のモラル・ハザードを助長するものとして問題視されたこともある。